# Âm năng
Âm năng là một trong bốn dạng năng lượng cơ bản của Cơ học. Âm năng có thể hiểu là năng lượng của âm thanh tác dụng lên một vật, thường thì âm năng được chuyển từ năng lượng cơ học mà thành (ví dụ như: thế năng, động năng và có thể là cả nhiệt năng)
Ngành khoa học nghiên cứu về âm năng được gọi là Âm học.
Các môi trường truyền âm là: chất rắn, chất lỏng và chất khí. Đặc biệt đối với chất lỏng, ở môi trường này vận tốc truyền dẫn của nó xấp xỉ gấp mười lần so với không khí. Người ta đã nghiên cứu được rằng trong một binh kín bị hút hết không khí (chân không) thì ta không còn nghe thấy tiếng phát ra từ một quả chuông nhỏ được đặt trong đó nữa việc đó càng khẳng định được âm năng chỉ dao động trong ba môi trường trên.
khi ta dùng một cây đàn để đàn thì đó là âm năng